# شرکت صنعتی بهشهر

شرکت صنعتی بهشهر (سهامی عام) یکی از و شرکت‌های ایرانی تولید روغن‌های گیاهی خوراکی است که با ظرفیت تولید سالانه ۵۵۰ هزار تن، تا ۴۵ درصد روغن نباتی مورد نیاز کشور را تأمین می‌کند. محصولات این شرکت شامل روغن‌های نیمه جامد، روغن‌های مایع، روغن‌های مخصوص سرخ‌کردنی و روغن‌های شیرینی‌پزی (شورتنینگ) با نام‌های تجاری لادن، بهار و نسترن تولید می‌شوند.
این شرکت توسط خاندان لاجوردي تأسیس و ثبت شد. پس از انقلاب اسلامی، در جریان مصادره اموال و دارایی‌ها، این شرکت به همراه دیگر کارخانه‌ها و شرکت‌های خاندان لاجوردی مصادره شد و اکبر لاجوردی پس از تلاش ناموفق چند ماهه برای بازپس گیری اموالش، ایران را ترک کرد. تا سال ۱۴۰۳، سهام عمده آن متعلق به هلدینگ بین‌المللی صافولا بوده است. در سال ۱۴۰۳، هلدینگ بین المللی صافولا از ایران رخت بر‌بست و شرکت را به گروه مدلل واگذار کرد.

## عنوان‌ها و گواهینامه‌ها
- سال ۱۳۷۵: دریافت گواهینامه مدیریت کیفیت ISO 9002
- سال ۱۳۸۱: دریافت گواهینامه بین‌المللی کیفیت محصولات از شرکت SGS سوییس
- سال ۱۳۸۲: دریافت مدیریت زیست‌محیطی ISO 14001
- سال ۱۳۸۲: دریافت گواهینامه مدیریت ایمنی و بهداشت حرفه‌ای OHSAS 18001
- سال ۱۳۸۲: واحد نمونه تولید و صادرات در کشور از طرف مؤسسه استاندارد و تحقیقات صنعتی ایران (ISIRI)

## محصولات
- روغن‌های نباتی
- روغن‌های مخصوص سرخ‌کردنی
- روغن‌های مخصوص شیرینی‌پزی

## برند
برندهای لادن و بهار و نسترن متعلق به شرکت صنعتی بهشهر در سال ۱۳۹۲ در دهمین جشنواره ملی قهرمانان صنعت ایران به عنوان دو برند از ۱۰۰ برند برتر ایران شناخته شدند.

## تعطیلی موقت
در ۹ آبان ۱۳۹۹، این شرکت خبر از تعطیلی ۹ روزه به «به‌دلیل اتمام موجودی مواد اولیه» داد و در اطلاعیه‌ای اعلام کرد که ارز برای واردات روغن خام تامین نشده و روغن خام مورد نیاز از شرکت بازرگانی دولتی ایران عرضه نشده است. در روز بعد شرکت اعلام کرد «موانع تأمین مواد اولیه در حال برطرف شدن است.».